# Svîdnîk, Turka
Svîdnîk (în ucraineană Свидник) este un sat în comuna Lastivka din raionul Turka, regiunea Liov, Ucraina.

## Demografie
Componența lingvistică a localității Svîdnîk
     Ucraineană (100%)
Conform recensământului din 2001, toată populația localității Svîdnîk era vorbitoare de ucraineană (100%).